# Les Captifs (roman)
Pour les articles homonymes, voir Les Captifs.
Les Captifs est un roman de Joseph Kessel publié le 1er novembre 1926 aux éditions Gallimard et ayant reçu l'année suivante le Grand prix du roman de l'Académie française.

## Résumé
L'histoire se déroule dans le sanatorium de Leysin en Suisse où les patients se retrouvent captifs de leur maladie, la tuberculose, dans les années 1925-1926 entre les deux guerres.
Joseph Kessel à la même époque se trouve confronté à cette pathologie dont souffre sa femme Sandi à qui ce roman est dédié.

## Éditions
- Les Captifs, éditions Gallimard, 1926  (ISBN 2070235629).